# Социален експеримент
Социален експеримент е експеримент, който цели да се открие, потвърди или отхвърли наличието на определени причинно-следствени връзки между две или повече променливи.
Подобна ситуация може да възникне, ако оценяващите се интересуват например дали по-широката информираност на населението за дадена програма увеличава готовността за лично участие в нейната реализация или дали участието в обсъждането на програмата намалява съпротивата срещу нейното осъществяване.
В тези случаи се установява и, ако е възможно, се измерва количествено влияние на определен фактор (причина) върху дадено следствие (резултат).